# 13 ربيع الآخر
- السبت
- الأحد
- الاثنين
- الثلاثاء
- الأربعاء
- الخميس
- الجمعة

- 2528 سبتمبر 2024
- 2629 سبتمبر 2024
- 2730 سبتمبر 2024
- 281 أكتوبر 2024
- 292 أكتوبر 2024
- 303 أكتوبر 2024
- 14 أكتوبر 2024
- 25 أكتوبر 2024
- 36 أكتوبر 2024
- 47 أكتوبر 2024
- 58 أكتوبر 2024
- 69 أكتوبر 2024
- 710 أكتوبر 2024
- 811 أكتوبر 2024
- 912 أكتوبر 2024
- 1013 أكتوبر 2024
- 1114 أكتوبر 2024
- 1215 أكتوبر 2024
- 1316 أكتوبر 2024
- 1417 أكتوبر 2024
- 1518 أكتوبر 2024
- 1619 أكتوبر 2024
- 1720 أكتوبر 2024
- 1821 أكتوبر 2024
- 1922 أكتوبر 2024
- 2023 أكتوبر 2024
- 2124 أكتوبر 2024
- 2225 أكتوبر 2024
- 2326 أكتوبر 2024
- 2427 أكتوبر 2024
- 2528 أكتوبر 2024
- 2629 أكتوبر 2024
- 2730 أكتوبر 2024
- 2831 أكتوبر 2024
- 291 نوفمبر 2024
- 302 نوفمبر 2024
- 13 نوفمبر 2024
- 24 نوفمبر 2024
- 35 نوفمبر 2024
- 46 نوفمبر 2024
- 57 نوفمبر 2024
- 68 نوفمبر 2024

13 ربيع الآخر أو 13 ربيع الثاني أو يوم 13 \ 4 (اليوم الثالث عشر من الشهر الرابع) هو اليوم الثاني بعد المائة (102) من أيَّام السنة (أو الثالث بعد المائة لو كان شهر صفر مُتممًا لليوم الثلاثين) وفق التقويم الهجري القمري (العربي). يبقى بعده 252 أو 253 يومًا لانتهاء السنة.

## أحداث
- 985هـ - بولونيا توافق على معاهدة مع الدولة العثمانية مكوَّنة من 24 مادة، وقد ألحقت هذه المعاهدة بولونيا بالدولة العثمانية تتبع السلطان العثماني، ويتلقى ملكها الأوامر من الديوان العثماني مباشرةً.
- 1335هـ - الشيخ سالم المبارك الصباح يتولى الحكم في الكويت بعد وفاة أخيه الشيخ جابر المبارك الصباح.
- 1337هـ - تأسيس الفريق التونسي العريق الترجي الرياضي التونسي.
- 1341هـ - التوقيع على معاهدة العقير بين سلطنة نجد والمملكة العراقية والكويت والتي تم بموجبها ترسيم حدود الدول الثلاث.
- 1352هـ - صدور أول عدد لجريدة عمل الشعب المغربية.
- 1377هـ - تأسيس جامعة الملك سعود بالرياض.
- 1378هـ - تولي أيوب خان الحكم في باكستان إثر انقلاب قام به.
- 1411هـ - جامعة الدول العربية تبدأ العمل رسميًا من القاهرة بعد عودتها إليها من مقرها المؤقت في تونس.
- 1419هـ - حنان عشراوي تقدم استقالتها من الحكومة الفلسطينية.
- 1425هـ - غازي الياور يتولى رئاسة العراق لفترة انتقالية ليكون الرئيس الأول للعراق بعد سقوط حكومة صدام حسين بعد الغزو الأمريكي.
- 1432هـ - مقتل عشرات من متظاهري ثورة الشباب اليمنية برصاص مسلحين في ساحة التغيير بصنعاء في أحداث جمعة الكرامة.
- 1446هـ - مقتل يحيى السنوار، رئيس المكتب السياسي لحركة حماس، في اشتباك مسلح مع قوات الاحتلال الإسرائيلي في رفح جنوب قطاع غزة.

## مواليد
- 1303هـ - محمد لطفي جمعة، كاتب ومفكر وناشط سياسي مصري.
- 1325هـ - أحمد حسن الباقوري، عالم مسلم أزهري.
- 1334هـ - ليلى مراد، ممثلة ومطربة مصرية.
- 1348هـ - نادية السبع، ممثلة مصرية.
- 1355هـ - عمر سليمان، نائب رئيس الجمهورية في مصر.
- 1357هـ - ليلى فهمي، ممثلة مصرية.
- 1366هـ - أسمهان توفيق، ممثلة فلسطينية.
- 1375هـ - آدم يشاري، جنرال في جيش تحرير كوسوفو.
- 1406هـ - هنا شيحة، ممثلة مصرية.
- 1410هـ - أسيل عمران، مغنية وممثلة سعودية.

## وفيات
- 736هـ - أبو سعيد بهادر خان، تاسع إلخانات المغول.
- 971هـ - علاء الدين بن عماد الدين، عالم مسلم شامي.
- 1327هـ - أبو الفيض الكتاني، فقيه ومتصوف وشاعر مغربي.
- 1335هـ - جابر المبارك الصباح، حاكم الكويت الثامن.
- 1338هـ - طاهر الجزائري، أحد أعلام النهضة الأدبية في سوريا وعضو المجمع العلمي العربي بدمشق.
- 1378هـ - جميل المدفعي، عسكري وسياسي عراقي.
- 1403هـ - محمود إسماعيل، كاتب وممثل مصري.
- 1413هـ - محمد محمود الصواف، عالم مسلم وداعية عراقي.
- 1429هـ - حنان الأغا، فنانة تشكيلية فلسطينية.
- 1430هـ - توفيق الشاوي، قانوني مصري.
- 1432هـ -
  - رابحة، مغنية كويتية.
  - رشا فاروق، ممثلة مصرية تعيش في الكويت.
  - جمال الشرعبي، مصور صحفي يمني.
- 1443هـ - زهير رمضان، ممثل سوري.
- 1446هـ - يحيى السنوار، سياسي وقائد فلسطيني.

## وصلات خارجية
- موقع قصة الإسلام: حدث في شهر ربيع الأوَّل.